# 미음

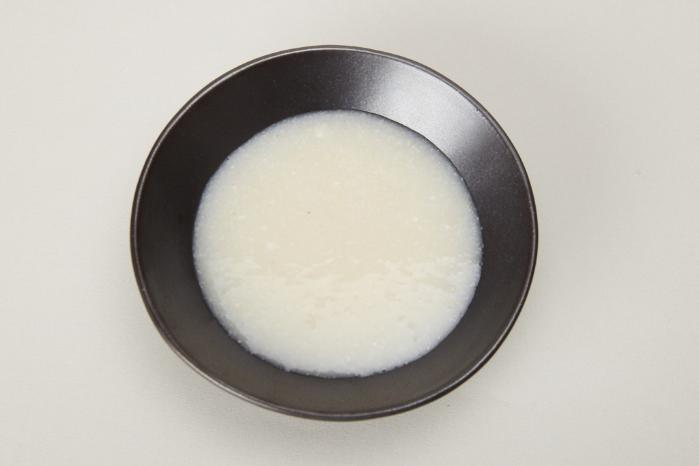
미음

미음(米飮)은 쌀을 불려서 죽보다 더 묽은 상태가 될 때까지 끓여서 만드는 한국 요리이다. 물을 많이 담아서 끓이고, 마지막에는 소금간을 약간 하여 먹는다. 잣이나 생강 같은 것을 썰어서 고명으로 올려 내놓기도 한다.
출산 직후의 산모나 병자 등 몸이 좋지 않은 사람을 위해 대접하는 경우가 많으며, 아이들에게도 치아가 나지 않아 씹지 못할 때 이유식처럼 먹이는 경우가 있다.

## 같이 보기
- 당수
- 범벅
- 응이
- 죽